# Choubeila Rached
Choubeila Rached (arabe : شبيلة راشد), de son vrai nom Aroussia Bent Ali Abbès, née en 1933 à Tunis et morte le 9 avril 2008 à Tunis, est une chanteuse tunisienne.

## Biographie
Elle est née en 1933 à Tunis,. Bien qu'elle dispose précocement d'une belle voix, sa mère Saliha, également chanteuse, est catégoriquement opposée au fait qu'elle embrasse comme elle cette carrière et souhaite qu'elle poursuive ses études. C'est à l'occasion d'une cérémonie de mariage où elle se produit que Mustapha Kaak, président de La Rachidia, et Salah El Mahdi la remarquent, ce dernier se chargeant de convaincre Saliha de permettre à sa fille d'entrer à La Rachidia. Celle-ci exige toutefois qu'elle continue à étudier en parallèle.
Sa carrière démarre donc en 1951 et se voit vite surnommée « Choubeila », féminin du terme chibl désignant un lionceau en arabe pour la rattacher à sa mère et « Rached » en lien avec son appartenance à La Rachidia. Khemaïs Tarnane et Salah El Mahdi la prennent alors en main et lui composent des chansons.
En 1953, Choubeïla Rached épouse Ali Ameur, commerçant à Bab Souika et parolier, qui met brutalement fin à la carrière de sa nouvelle épouse en exigeant qu'elle reste à la maison où elle met au monde huit enfants (quatre garçons et quatre filles). Toutefois, après une période d'inactivité de 17 ans, Choubeïla Rached qui s'est séparée de son mari, revient sur scène en 1972 et reprend, notamment grâce à Abdelhamid Ben Aljia, Noureddine El Fitni (chef du service de la musique à la RTT) et Najoua Ikram, ses activités artistiques.
Elle contribue, grâce à la qualité de ses interprétations, à l'émergence de plusieurs œuvres musicales qui ont enrichi le répertoire musical tunisien contemporain, notamment grâce aux compositions de Tarnane, Boubaker El Mouldi et El Mahdi,. Elle compte en tout une quarantaine de chansons enregistrées à son actif.
Le président Zine el-Abidine Ben Ali l'a décoré des insignes de l'Ordre du mérite national, au titre du secteur culturel. Morte le 9 avril 2008 à l'hôpital militaire de Tunis, elle est inhumée le 10 avril au cimetière du Djellaz.